# Ernst von Heydebrand und der Lasa
Ernst von Heydebrand und der Lasa, né le 20 février 1851 à Golkowe en province de Silésie dans l'arrondissement de Militsch (de), et décédé le 15 février 1924 à Klein Tschunkawe (dans le même arrondissement) est un homme politique allemand, président du parti conservateur allemand de 1911 à 1918.

## Biographie
Ernst von Heydebrand (de) porte le même prénom que son père, qui est un conseiller gouvernemental prussien et de sa femme Agathe, née von Salisch. En 1870, il commence des études de droit. Il présente sa thèse en 1874 et passe son examen d'État de juriste en 1878 à Iéna. Il rentre l'année suivante dans la fonction publique prussienne. En 1882, il intègre le conseil régional de Silésie. En 1888, il est élu à la chambre des représentants de Prusse pour le parti conservateur allemand. En 1896, il quitte l'administration pour se vouer exclusivement à la politique et à l'administration de son domaine.
En 1903, il est élu au Reichstag. Il dirige en outre le groupe parlementaire conservateur à la chambre des représentants de Prusse de 1906 à 1918,. En 1909, sa résistance au projet de réforme fiscale du chancelier impérial Bernhard von Bülow participe à la chute de ce dernier. En 1911, il est élu président du parti conservateur. Le parti se rapproche alors de la ligue pangermaniste, qui est une association nationaliste. Pendant la Première Guerre mondiale, il s'oppose de tout son poids à toute réforme du système politique allemand et notamment à l'abrogation du système électoral des trois classes.

## Famille
En 1892, il épouse sur le domaine de Limbsee en Prusse-Occidentale Marie von Dallwitz (de) (1855-1923), la fille du seigneur héritier de Limbsee Wilhelm von Dallwitz (1825-1898) et de son épouse Auguste von Dallwitz. Leur neveu Ernst von Heydebrand und der Lasa (de) (1884-1963) devient juge du Reich.